# Parachorius hookeri
Parachorius hookeri là một loài bọ cánh cứng trong họ Bọ hung (Scarabaeidae).